# Championnats du monde juniors d'athlétisme 2004
Navigation
Édition précédente Édition suivante
Les 10es Championnats du monde juniors d'athlétisme ont eu lieu du 12 au 18 juillet 2004 à Grosseto en Italie dans le Stade olympique communal.

## Résultats

### Hommes
| Épreuves          | Or                                                                                     | Argent                                                                                  | Bronze                                                                        |
| 100 m             | Ivory Williams États-Unis 10 s 29 SB                                                   | Abidemi Omole États-Unis 10 s 31                                                        | Remaldo Rose Jamaïque 10 s 34                                                 |
| 200 m             | Andrew Howe Italie 20 s 28 CR                                                          | Leigh Julius Afrique du Sud 20 s 88                                                     | Jamil James Trinité-et-Tobago 21 s 00                                         |
| 400 m             | LaShawn Merritt États-Unis 45 s 25 WLJ                                                 | Nagmeldin Ali Abubakr Soudan 45 s 97                                                    | Obakeng Ngwigwa Botswana 45 s 97 NJR                                          |
| 800 m             | Majed Saeed Sultan Qatar 1 min 47 s 33 PB                                              | Alfred Kirwa Yego Kenya 1 min 47 s 39 PB                                                | Selahattin Çobanoglu Turquie 1 min 47 s 71 NJR                                |
| 1 500 m           | Abdelati Iguider Maroc 3 min 35 s 53 CR                                                | Benson Marrianyi Esho Kenya 3 min 35 s 80 PB                                            | Brimin Kipruto Kenya 3 min 35 s 96 PB                                         |
| 5 000 m           | Augustine Choge Kenya 13 min 28 s 93 SB                                                | Bado Worku Éthiopie 13 min 30 s 45 PB                                                   | Tariku Bekele Éthiopie 13 min 30 s 86                                         |
| 10 000 m          | Boniface Kiprop Ouganda 28 min 3 s 77 CR                                               | Fabiano Joseph Tanzanie 28 min 4 s 45 SB                                                | Ryuji Ono Japon 28 min 30 s 45                                                |
| 110 m haies       | Aries Merritt États-Unis 13 s 56                                                       | Dayron Robles Cuba 13 s 77                                                              | Kevin Craddock États-Unis 13 s 77                                             |
| 400 m haies       | Kerron Clement États-Unis 48 s 51 CR                                                   | Brandon Johnson États-Unis 48 s 62 PB                                                   | Ibrahim al-Hamaidi Arabie saoudite 48 s 94 AJR                                |
| 3 000 m steeple   | Ronald Rutto Kenya 8 min 23 s 32 PB                                                    | Musa Amer Obaid Qatar 8 min 23 s 38 AJR                                                 | Moustafa Ahmed Shebto Qatar 8 min 26 s 04 PB                                  |
| 10 km marche      | Andrey Ruzavin Russie 40 min 58 s 15                                                   | Vladimir Kanaykin Russie 40 min 58 s 48 SB                                              | Kim Hyun-sub Corée du Sud 40 min 59 s 24 SB                                   |
| 4 × 100 m         | États-Unis Trell Kimmons Abidemi Omole Ivory Williams LaShawn Merritt 38 s 66 WJR      | Jamaïque Kawayne Fisher Kevin Stewart Andre Wellington Remaldo Rose 39 s 27 SB          | Japon Naohiro Shinada Hiroyuki Noda Yuichi Shokawa Naoki Tsukahara 39 s 43 SB |
| 4 × 400 m         | États-Unis Brandon Johnson LaShawn Merritt Jason Craig Kerron Clement 3 min 1 s 09 WJR | Afrique du Sud Wouter le Roux Chris Gebhardt Leigh Julius L.J. van Zyl 3 min 4 s 50 AJR | Japon Kazunori Ota Hiroyuki Noda Teppei Suzuki Yudai Sasaki 3 min 5 s 33 AJR  |
| Saut en hauteur   | Michael Mason Canada 2,21 m PB                                                         | Marius Hanniske Allemagne 2,21 m                                                        | Hu Tong Chine 2,21 m                                                          |
| Triple saut       | Godfrey Khotso Mokoena Afrique du Sud 16,77 m                                          | Zhu Shujing Chine 16,64 m                                                               | Viktor Kuznyetsov Ukraine 16,58 m NJR                                         |
| Saut en longueur  | Andrew Howe Italie 8,11 m WJL                                                          | Godfrey Mokoena Afrique du Sud 8,09 m NJR                                               | John Thornell Australie 7,89 m                                                |
| Saut à la perche  | Dmitry Starodubtsev Russie 5,50 m PB                                                   | Germán Chiaraviglio Argentine 5,45 m                                                    | Liu Feiliang Chine 5,40 m                                                     |
| Lancer du poids   | Georgi Ivanov Bulgarie 20,70 m                                                         | Jakub Giża Pologne 20,05 m PB                                                           | Aleksandr Grekov Russie 19,98 m                                               |
| Lancer du disque  | Ehsan Hadadi Iran 62,14 m                                                              | Oleg Pirog Russie 60,28 m PB                                                            | Luka Rujević Serbie-et-Monténégro 59,82 m                                     |
| Lancer du marteau | Andrey Azarenkov Russie 74,11 m                                                        | Mohsen el-Anany Égypte 72,98 m                                                          | Kamilius Bethke Allemagne 71,91 m                                             |
| Lancer du javelot | Aleksey Tovarnov Russie 79,38 m WLJ                                                    | Lohan Rautenbach Afrique du Sud 74,42 m PB                                              | Júlio César de Oliveira Brésil 73,86 m                                        |
| Décathlon         | Andrei Krauchanka Biélorussie 8 126 points CR                                          | Aleksey Sysoyev Russie 8 047 points NJR                                                 | Norman Müller Allemagne 7 942 points NJR                                      |

### Femmes
| Épreuves          | Or                                                                                            | Argent                                                                                        | Bronze                                                                              |
| 100 m             | Ashley Owens États-Unis 11 s 13 WJL                                                           | Jasmen Baldwin-Foss États-Unis 11 s 34                                                        | Sally McLellan Australie 11 s 40 PB                                                 |
| 200 m             | Shalonda Solomon États-Unis 22 s 82 CR                                                        | Anneisha McLaughlin Jamaïque 23 s 21 SB                                                       | Nickesha Anderson Jamaïque 23 s 46                                                  |
| 400 m             | Natasha Hastings États-Unis 52 s 04 PB                                                        | Sonita Sutherland Jamaïque 52 s 41                                                            | Ashlee Kidd États-Unis 52 s 45                                                      |
| 800 m             | Natalya Koreyvo Biélorussie 2 min 01 s 47 NJR                                                 | Simona Barcău Roumanie 2 min 02 s 23 PB                                                       | Kay-Ann Thompson Jamaïque 2 min 02 s 67 NJR                                         |
| 1 500 m           | Nelya Neporadna Ukraine 4 min 15 s 90                                                         | Anna Alminova Russie 4 min 16 s 32 PB                                                         | Siham Hilali Maroc 4 min 17 s 39                                                    |
| 3 000 m           | Jebichi Yator Kenya 8 min 59 s 80 PB                                                          | Safa Aissaoui Tunisie 9 min 02 s 47 NJR                                                       | Siham Hilali Maroc 9 min 03 s 16 PB                                                 |
| 5 000 m           | Meselech Melkamu Éthiopie 15 min 21 s 52 CR                                                   | Catherine Chikwakwa Malawi 15 min 36 s 22 NJR                                                 | Chiaki Iwamoto Japon 15 min 39 s 59                                                 |
| 100 m haies       | Ronetta Alexander États-Unis 13 s 28                                                          | Sabrina Altermatt Suisse 13 s 39 NJR                                                          | Stephanie Lichtl Allemagne 13 s 40                                                  |
| 400 m haies       | Ekaterina Kostetskaya Russie 55 s 55 WJL                                                      | Zuzana Hejnová Tchéquie 57 s 44 NJR                                                           | Sherene Pinnock Jamaïque 57 s 54 PB                                                 |
| 3 000 m steeple   | Gladys Jerotich Kipkemoi Kenya 9 min 47 s 26 CR                                               | Ancuţa Bobocel Roumanie 9 min 49 s 03 AJR                                                     | Cătălina Oprea Roumanie 9 min 50 s 04 PB                                            |
| 4 × 100 m         | États-Unis Ashley Owens Juanita Broaddus Jasmen Baldwin-Foss Shalonda Solomon 43 s 49 WJL     | Jamaïque Nickesha Anderson Tracy-Ann Rowe Anneisha McLaughlin Schillonie Calvert 43 s 63 SB   | France Natacha Vouaux Lina Jacques-Sébastien Aurélie Kamga Nelly Banco 43 s 68 NJR  |
| 4 × 400 m         | États-Unis Alexandria Anderson Ashlee Kidd Stephanie Smith Natasha Hastings 3 min 27 s 60 WJR | Russie Victoriya Talko Mariya Shapaeva Olga Soldatova Ekaterina Kostetskaya 3 min 30 s 03 NJR | Jamaïque Nyoka Cole Maris Wisdom Sherene Pinnock Sonita Sutherland 3 min 30 s 37 SB |
| 10 km marche      | Irina Petrova Russie 45 min 50 s 39 PB                                                        | Zhang Nan Chine 45 min 58 s 54 SB                                                             | Vera Sokolova Russie 46 min 53 s 02 SB                                              |
| Saut en longueur  | Denisa Ščerbová Tchéquie 6,61 m                                                               | Sophie Krauel Allemagne 6,47 m                                                                | Veronika Shutkova Biélorussie 6,22 m PB                                             |
| Saut en hauteur   | Iryna Kovalenko Ukraine 1,93 m WLJ                                                            | Svetlana Shkolina Russie \| 1,91 m PB                                                         | Sharon Day États-Unis 1,91 m PB                                                     |
| Saut à la perche  | Elizaveta Ryzih Allemagne 4,30 m PB                                                           | Anna Schultze Allemagne 4,25 m PB                                                             | Zhao Yingying Chine 4,25 m                                                          |
| Triple saut       | Anastasiya Taranova Russie 13,94 m WJL                                                        | Xie Limei Chine 13,77 m                                                                       | Tatyana Yakovleva Russie 13,67 m                                                    |
| Lancer du poids   | Michelle Carter États-Unis 17,55 m PB                                                         | Anna Avdeyeva Russie 17,13 m PB                                                               | Christina Schwanitz Allemagne 16,52 m                                               |
| Lancer du disque  | Ma Xuejun Chine 57,85 m SB                                                                    | Darya Pishchalnikova Russie 57,37 m                                                           | Nadine Müller Allemagne 57,13 m                                                     |
| Lancer du javelot | Vivian Zimmer Allemagne 58,50 m CR                                                            | Annika Suthe Allemagne 57,15 m                                                                | Annabel Thomson Australie 56,01 m AJR                                               |
| Lancer du marteau | Mariya Smolyachkova Biélorussie 66,81 m CR                                                    | Yang Qiaoyu Chine 61,67 m                                                                     | Laura Gibilisco Italie 60,95 m                                                      |
| Heptathlon        | Justine Robbeson Afrique du Sud 5 868 points WJL                                              | Viktorija Zemaityté Lituanie 5 810 points PB                                                  | Julia Mächtig Allemagne 5 679 points PB                                             |

## Tableau des médailles
| Rang | Nation               | Or | Argent | Bronze | Total |
| ---- | -------------------- | -- | ------ | ------ | ----- |
| 1    | États-Unis           | 13 | 3      | 3      | 19    |
| 2    | Russie               | 7  | 8      | 3      | 18    |
| 3    | Kenya                | 4  | 2      | 1      | 7     |
| 4    | Biélorussie          | 3  | 0      | 1      | 4     |
| 5    | Allemagne            | 2  | 4      | 6      | 12    |
| 6    | Afrique du Sud       | 2  | 4      | 0      | 6     |
| 7    | Italie               | 2  | 1      | 0      | 3     |
| 7    | Ukraine              | 2  | 1      | 0      | 3     |
| 9    | Chine                | 1  | 5      | 2      | 8     |
| 10   | Éthiopie             | 1  | 1      | 1      | 3     |
| 10   | Qatar                | 1  | 1      | 1      | 3     |
| 12   | Tchéquie             | 1  | 1      | 0      | 2     |
| 13   | Maroc                | 1  | 0      | 2      | 3     |
| 14   | Bulgarie             | 1  | 0      | 0      | 1     |
| 14   | Canada               | 1  | 0      | 0      | 1     |
| 14   | Iran                 | 1  | 0      | 0      | 1     |
| 14   | Ouganda              | 1  | 0      | 0      | 1     |
| 18   | Jamaïque             | 0  | 4      | 5      | 9     |
| 19   | Roumanie             | 0  | 2      | 1      | 3     |
| 20   | Argentine            | 0  | 1      | 0      | 1     |
| 20   | Cuba                 | 0  | 1      | 0      | 1     |
| 20   | Égypte               | 0  | 1      | 0      | 1     |
| 20   | Lituanie             | 0  | 1      | 0      | 1     |
| 20   | Malawi               | 0  | 1      | 0      | 1     |
| 20   | Pologne              | 0  | 1      | 0      | 1     |
| 20   | Soudan               | 0  | 1      | 0      | 1     |
| 20   | Suisse               | 0  | 1      | 0      | 1     |
| 20   | Tanzanie             | 0  | 1      | 0      | 1     |
| 20   | Tunisie              | 0  | 1      | 0      | 1     |
| 30   | Japon                | 0  | 0      | 4      | 4     |
| 31   | Australie            | 0  | 0      | 3      | 3     |
| 32   | Botswana             | 0  | 0      | 1      | 1     |
| 32   | Brésil               | 0  | 0      | 1      | 1     |
| 32   | France               | 0  | 0      | 1      | 1     |
| 32   | Corée du Sud         | 0  | 0      | 1      | 1     |
| 32   | Arabie saoudite      | 0  | 0      | 1      | 1     |
| 32   | Serbie-et-Monténégro | 0  | 0      | 1      | 1     |
| 32   | Trinité-et-Tobago    | 0  | 0      | 1      | 1     |
| 32   | Turquie              | 0  | 0      | 1      | 1     |

## Légende
Records et Performances
- AR : Record continental (area record)
- CR : Record des championnats (championship record)
- MR : Record du meeting (meet record)
- NR : Record national (national record)
- OR : Record olympique (olympic record)
- PR : Record paralympique (paralympic record)
- PB : Record personnel (personal best)
- SB : Meilleure performance personnelle de la saison (season's best)
- WL : Meilleure performance mondiale de l'année (world leader)
- WJR : Record du monde junior (world junior record)
- WR : Record du monde (world record)

Circonstances et Conditions
- DNF : N'a pas terminé (did not finish)
- DNS : N'a pas pris le départ (did not start)
- DQ : Disqualification (disqualification)
- NM : Aucun essai valable enregistré (No Mark)
- Q : Qualifié « directement » au prochain tour (ou à la prochaine compétition), lors d'une compétition majeure, grâce au classement ou à la réalisation des minima (automatic qualifier)
- q : Qualifié au prochain tour (ou à la prochaine compétition), lors d'une compétition majeure, grâce au repêchage ou à la réalisation de l'une des meilleures performances parmi celles des « non qualifiés directement » (grâce au meilleur temps ou à la meilleure distance par exemple) (secondary qualifier)